# 90H busz (Szeged)
A szegedi 90H jelzésű autóbusz a Lugas utca és a Szegedi Ipari Logisztikai Központ között közlekedik. A viszonylatot a Volánbusz Zrt. üzemelteti.

## Útvonala
| Szegedi Ipari Logisztikai Központ felé | Lugas utca felé |
| --- | --- |
| Lugas utca vá. – Csillag tér – Budapesti körút – Makkosházi körút – Rókusi körút – Izabella híd – Dorozsmai út – Budapesti út (– Zápor út – Auchan Áruház – Zápor út) – Gumigyár – – 502-es út – Back Bernát utca – Szegedi Ipari Logisztikai Központ vá. | Szegedi Ipari Logisztikai Központ vá. – Back Bernát utca – 502-es út – – Gumigyár (– Zápor út – Auchan Áruház – Zápor út) – Budapesti út – Dorozsmai út – Izabella híd – Rókusi körút – Makkosházi körút – Budapesti körút – Csillag tér – Lugas utca vá. |

## Megállóhelyei
| 0  | Lugas utca végállomás                                    | 25 | 9                                                                                                 |
| 1  | Csillag tér (Lugas utca)                                 | 24 | 9, 10, 19 20, 21, 24, 77, 77A, 84, 90, 90F                                                        |
| 2  | Csillag tér (Budapesti körút)                            | 23 | 9, 10, 19 20, 21, 24, 77, 77A, 84, 90, 90F                                                        |
| 3  | Tarján, víztorony                                        | 22 | 10, 19 77, 77A, 84, 90, 90F                                                                       |
| 5  | József Attila sugárút (Budapesti körút)                  | 21 | 3, 3F, 4 77, 77A, 77Y, 84, 90, 90F Helyközi buszok 1374, 1375, 1486, 1515, 1516                   |
| 7  | Agyagos utca                                             | 19 | 84, 90, 90F                                                                                       |
| 8  | Makkosházi körút (Rókusi körút) (↓) Makkosházi körút (↑) | 17 | 2 5, 8, 9, 19 84, 90, 90F Helyközi buszok                                                         |
| 9  | Vértó                                                    | 16 | 2 5, 9 78, 90, 90F                                                                                |
| 10 | Rókusi II. számú Általános Iskola                        | 15 | 2 5 78, 78A, 90, 90F                                                                              |
| 11 | Rókusi víztorony                                         | 14 | 2 5 78, 78A, 90, 90F                                                                              |
| 12 | Kisteleki utca                                           | 13 | 2 78, 78A, 90, 90F                                                                                |
| 13 | Szeged, Rókus vasútállomás bejárati út                   | 11 | 7F, 64, 67, 67Y, 71, 72, 72A, 75, 78, 78A, 79H Helyközi buszok 1486, 1503, 1504 Szeged–Békéscsaba |
| 15 | Fonógyári út                                             | 7  | 7F, 64, 67, 67Y, 71, 72, 72A, 75, 79H Helyközi buszok                                             |
| 17 | Budapesti út (Dorozsmai út)                              | 6  | 7F, 36, 67, 67Y, 71, 72, 72A, 75, 79H Helyközi buszok                                             |
| 18 | Auchan áruház                                            | ∫  | 71, 72                                                                                            |
| 19 | Zápor út                                                 | 5  | 71, 72, 72A, 79H Helyközi buszok                                                                  |
| 20 | Öthalmi Diáklakások                                      | 4  | 71, 72, 72A, 79H                                                                                  |
| 22 | Gumigyár, buszforduló                                    | 2  | 71, 72, 79H Helyközi buszok                                                                       |
| 24 | Back Bernát utca                                         | 1  | 71, 72                                                                                            |
| 26 | Szegedi Ipari Logisztikai Központ végállomás             | 0  | 71, 72                                                                                            |